# César Álvarez Aguilar
César Joaquín Álvarez Aguilar (Chimbote, 22 de mayo de 1967) es un contador público y político peruano. Fue presidente del Gobierno Regional de Áncash desde el 1 de enero del 2007 hasta el 16 de mayo del 2014, fecha en la que dejó el cargo tras ser arrestado por los delitos de asesinato y corrupción. Actualmente cumple una condena de 14 años y 3 meses de prisión en el penal de Cochamarca en Junín.

## Biografía
César Álvarez nació en la ciudad de Chimbote, ubicado en la provincia de Santa del departamento de Áncash, el 22 de mayo de 1967.
Realizó sus estudios escolares primarios y secundarios en la Institución educativa integrada Fe y Alegría. Posteriormente, culminó sus estudios de Contabilidad en el Instituto Superior Tecnológico Carlos Salazar Romero de Nuevo Chimbote.
Fue asesor en el Congreso de la República desde el año 2001 hasta el año 2005, así como gerente de Telefonía Intel (1997-1999) y presidente del directorio de Proyectos Marítimas S.A.

## Trayectoria política
Incursionó en la política cuando en el año 1993 obtiene su primer cargo político tras ser elegido como regidor de la provincia de Santa. Luego fundó el Movimiento Regional Independiente Cuenta Conmigo y en el año 1998 postuló como alcalde de Santa, sin embargo, no resultó elegido.
Fue miembro del Frente Independiente Moralizador y postuló sin éxito al Congreso de la República en las elecciones parlamentarias del año 2000, en las elecciones del año 2001 y en las elecciones del 2006 por la región Áncash.

### Presidente Regional de Áncash
En las elecciones regionales del año 2006, César Álvarez postula por el Movimiento Regional Independiente Cuenta Conmigo a la presidencia del Gobierno Regional de Áncash, compitiendo con el candidato aprista Antenor Díaz Delgado. Finalizando los resultados, César Álvarez es elegido como el nuevo presidente del Gobierno Regional de Áncash, siendo el segundo gobernador en la historia, y fue juramentado para el periodo 2007-2010.
Dentro de su gestión invirtió en gran parte producto del canon minero y realizó grandes obras de infraestructura en toda la región.
Fue reelegido en las elecciones regionales del año 2010 para un segundo mandato, sin embargo, César Álvarez dejó el cargo el 16 de mayo del 2014 tras entregarse a la justicia por la orden de detención preventiva dictada en su contra por el Poder Judicial, por el asesinato de un ex consejero regional.

## Procesos judiciales

### Asesinato de Ezequiel Nolasco
César Álvarez ha sido autor intelectual de homicidios bajo la modalidad de sicariato a nueve adversarios políticos desde su entrada al poder en 2007. Y aunque hasta 2014 pudo demostrar su inocencia bajo auditorías judiciales, las cuales prescribieron o fueron archivadas por su injerencia. Een 2013 varios magistrados de la Corte Superior de Justicia de Áncash fueron auspiciados por el gobierno regional para capacitaciones en el extranjero). y estuvo implicado en la destitución de más de 10 magistrados que seguían las denuncias en su contra y de tener amenazada a la prensa regional.
En marzo de 2014, fue asesinado Ezequiel Nolasco Campos, uno de sus adversarios políticos de cara a las elecciones regionales de fines de año, este hecho generó que todos los casos contra César Álvarez fueran reabiertos e investigados por el Ministerio Público. Mientras tanto César Álvarez continuó sosteniendo que "todo el escándalo suscitado era fruto de las jugadas políticas de sus adversarios", sostuvo además que estaba sujeto a cualquier investigación en su contra para lo cual renunció a la campaña de reelección por el gobierno regional. El 15 de mayo de 2014, el Poder Judicial ordenó su captura y la de 20 implicados más, un día después se entregó a la justicia y el 28 de mayo se ordenó su prisión preventiva por tres años.
El 29 de mayo del 2014, el fiscal Manuel Castro Sánchez presentó la denuncia contra los presuntos integrantes de una organización criminal que realizó actos delictivos para favorecer a la gestión de César Álvarez como presidente regional de Áncash. A éste se le atribuyeron los delitos de homicidio calificado y asociación ilícita para delinquir. La denuncia comprendía a otras 29 personas incluyendo a Arroyo Rojas, alcalde de Chimbote, funcionarios periodistas, dirigentes de construcción civil y presuntos sicarios. El 25 de enero de 2021, el Colegiado A de la Sala Penal Nacional de la Corte Superior de Justicia de Lima emitió sentencia encontrando responsable a César Álvarez y condenándolo a 35 años de prisión además de una reparación civil de 400,000 soles y una inhabilitación de 30 años para ejercer la función pública. Según la sentencia, Álvarez encabezaba una organización criminal que planteó y ordenó la muerte de Nolasco Campos con la finalidad de ocultar asesinatos y delitos de corrupción relacionados con la gestión de este en el Gobierno Regional de Áncash.
El 25 de enero del 2021, fue condenado a 35 años de prisión por ser uno de los autores intelectuales del asesinato del consejero regional Ezequiel Nolasco.

### Caso Lava Jato
La Fiscalía Provincial Corporativa Anticorrupción, a cargo de Elmer Chirre Castillo, halló indicios de que Álvarez recibió 2 400 000 dólares de parte de Odebrecht para acceder a la licitación de la carretera Carhuaz-Chacas-San Luis. Según la fiscalía, los pagos de habrían hecho en cuatro entregas de 600 000 dólares cada una, desde Klienfeld e Innovations (cuenta off shore usada por Odebrecht para pago de sobornos) a una cuenta off shore de la empresa Cirkuit Planet Limited, ubicada en Hong Kong. El monto total terminó en la cuenta a la cual Álvarez habría tenido acceso a través de uno de sus testaferros, Dirsse Valverde Varas. Esto se trataría de un episodio más de la presunta red criminal encabezada por el exgobernador, que está en proceso abierto y que se conoce como el Caso La Centralita, en la que se hallan más de 80 implicados bajo la acusación de asociación ilícita, colusión, enriquecimiento ilícito y lavado de activos. El mismo Álvarez se halla en prisión preventiva desde 2014, acusado de asesinato y corrupción.
Durante el interrogatorio al que fue sometido por el Equipo de Fiscales del Caso Lava Jato, realizado en Curitiba entre los días 23 y 26 de abril de 2019, Jorge Barata confirmó que autorizó el pago de US$ 2,6 millones a César Álvarez por la construcción de la Carretera Carhuaz-Chacas-San Luis. La coima se concretó en un banco de Hong Kong. El que negoció la coima a nombre de Álvarez fue Dirce Valverde, el exgerente del Gobierno Regional de Áncash, cuyo codiname en la Caja 2 de Odebrecht era Darth Vader (sin duda por el lejano parecido en las grafías de ambos nombres).
El 11 de junio de 2019, la jueza Nayko Coronado Salazar, titular del Primer Juzgado Penal Unipersonal Nacional Permanente de la Corte Especializada en Corrupción de Funcionarios, condenó a 8 años y 3 meses de prisión a César Álvarez por los delitos de colusión agravada y negociación incompatible en el marco del caso Odebrecht. Se impuso también el pago de una reparación civil por S/10 millones de forma solidaria entre todos los imputados. En agosto de 2019, el caso pasa al equipo especial del Caso Lava Jato en Lima. Se trata de la primera sentencia del caso Odebrecht en Perú.